# Thestor stepheni
Stephen's Skolly (Thestor stepheni) là một loài bướm ngày thuộc họ Bướm xanh. Đây là loài đặc hữu của Nam Phi, nơi nó được tìm thấy ở the Riviersonderend Mountains above the Boesmanskloof Pass và Greyton in the West Cape. Nó cũng found on the Klipberg.
Sải cánh dài 27–36 mm đối với con đực và 31–40 mm đối với con cái. Con trưởng thành bay từ tháng 12 đến tháng 1, nhiều nhất vào tháng 12. Có một lức một năm.